# Mosaiktrollsländor
Mosaiktrollsländor (Aeshnidae) är en familj i underordningen egentliga trollsländor som innehåller cirka 420 kända arter.

## Kännetecken
Familjen mosaiktrollsländor är jämförelsevis stora trollsländor som förekommer över hela världen, utom i de allra kallaste områdena. Några av världens största trollsländearter, som till exempel den afrikanska Anax tristis med ett vingspann på upp till 125 millimeter, hör till denna familj. Kroppsfärgen varierar mellan mellanbrun, mörkbrun och svart. På mellankroppen finns ljusa ränder och på bakkroppen, särskilt hos släktet Aeshna, finns "mosaiken", ett speciellt mönster med färgfläckar som ofta går i gult och blått.

## Systematik
Denna systematik anger släkten.
- Acanthaeschna
- Adversaeschna
- Aeschnophlebia
- Aeshna
- Agyrtacantha
- Allopetalia
- Amphiaeschna
- Anaciaeschna
- Anax
- Andaeschna
- Antipodophlebia
- Austroaeschna
- Austrogyncantha
- Austrophlebia
- Basiaeschna
- Boyeria
- Brachytron
- Caliaeschna
- Castoraeschna
- Cephalaeschna
- Coryphaeschna
- Dendroaeschna
- Epiaeschna
- Gomphaeschna
- Gynacantha
- Gynacanthaeschna
- Heliaeschna
- Hemianax
- Indaeschna
- Nasiaeschna
- Limnetron
- Linaeschna
- Nasiaeschna
- Neuraeschna
- Notoaeschna
- Oligoaeschna
- Oplonaeschna
- Oreaeschna
- Periaeschna
- Petaliaeschna
- Planaeschna
- Plattycantha
- Polycanthagyna
- Racenaeschna
- Remartinia
- Rhionaeschna
- Sarasaeschna
- Spinaeschna
- Staurophlebia
- Subaeschna
- Telephlebia
- Tetracanthagyna
- Triacanthagyna